# Crambe sventenii
Crambe sventenii là một loài thực vật có hoa trong họ Cải. Loài này được Pett. ex Bramwell & Sunding mô tả khoa học đầu tiên năm 1973.